# Кайова-таноанские языки
Кайо́ва-таноа́нские языки (киова-тано) — семья индейских языков Северной Америки. Представлены в двух ареалах в центре США: в центре Великих Равнин (кайова, в 1867 году переселились в две резервации на юго-западе Оклахомы) и на Юго-Западе среди народов пуэбло (таноанские языки в верховьях Рио-Гранде). Общее число говорящих — 9230 чел. (2000, перепись).

## Внутренняя классификация
Делятся на 2 ветви — таноанские языки (делится на 3 подветви) и язык кайова.
- Таноанские языки:
  - Тиванская ветвь (всего 2,2 тыс. чел.):
    - северный тива (группа): языки таос и пикурис
    - южный тива

  - язык пиро †.
  - язык тева (3,9 тыс. чел. с двумя группами диалектов)
  - язык това (хемес, 2 тыс. чел.).
- язык кайова (1,1 тыс. говорящих),

По данным лексикостатистики разделение праязыка относят к нач. 1 тыс. до н. э.

## Внешние связи
Кайова-таноанские языки часто объединяют с юто-ацтекскими в т. н. ацтеко-таноанскую макросемью, однако её существование не доказано.

## Типологическая характеристика

### Фонетика и фонология
Для кайова-таноанских языков характерен сравнительно богатый вокализм, с противопоставлениями по долготе и назализованности (так, в кайова из шести базовых гласных получается 28 фонем: 24 монофтонга и 4 дифтонга).
Консонантизм включает от 21 до 32 фонем. Смычные представлены четырьмя рядами: простые глухие, придыхательные, абруптивные и звонкие, в таноанских есть огубленные (kʷ, xʷ и др.) и глухой латеральный. Засвидетельствованы тоновые системы, включающие от 3 до 5 тонов.

### Морфология
Морфологический строй полисинтетический, с развитой системой инкорпорации. Различаются 3 класса слов: частицы, имена и предикаты. Частицы не имеют внутренней структуры.
В именах представлена т. н. «обратно-числовая» система: в зависимости от класса слова один и тот же суффикс (например, gɔ̀ в кайова) может обозначать единственное или множественное число: напр., в кайова в I классе cę̂:gɔ «лошади», но во II классе thǫ́:sègɔ «(одна) кость» (от thǫ́:sè «кости/две кости»). При этом двойственное число всегда остаётся немаркированным.
Глагол согласуется со всеми ядерными аргументами, которые объединяются в три категории: агенс, датив и объект. Их сочетание в разных лицах и числах приводит к огромному числу согласовательных префиксов (до 90 в кайова). Глагол изменяется по видам (имперфектив, перфектив), каждый из которых имеет 4 базовых модальных формы (основная, императив, ирреалис и репортатив). Другие видо-временные и эвиденциальные значения выражаются частицами.

### Синтаксис
Порядок слов в целом свободный, глагол обычно ставится в конце.

## Письменности
Для кайова были разработаны несколько орфографий на латинской основе, однако ни одна не является общепринятой.

## История изучения
Единство таноанских языков было признано в конце XIX века Дж. У. Пауэллом, родство между ними и кайова было впервые предложено Дж. П. Харрингтоном (1910) и подтверждено последующими исследованиями.